# Schizosphäre
Die Schizosphäre ist die oberste Lage der Lithosphäre. Sie zeichnet sich durch ihre Sprödigkeit aus, wodurch das Entstehen der Hauptmasse flacher Erdbeben ermöglicht wird. Sie reicht von der Erdoberfläche bis in etwa 15 Kilometer Tiefe, unter Orogenen auch bis zu 20 Kilometer. Darunter wird sie von der Spröd-duktilen Übergangszone abgelöst.

## Etymologie

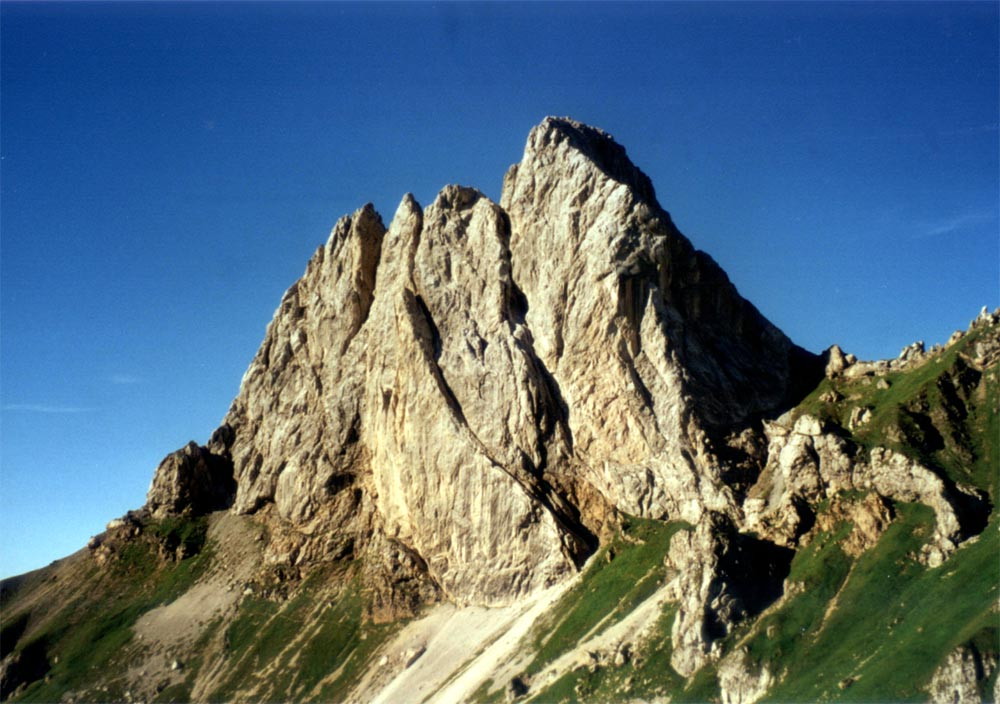
Steilstehende Aufschiebungen am Monte Chiadenis in den nördlichen Karnischen Alpen

Der neugeschaffene Fachbegriff Schizosphäre (Englisch schizosphere) ist eine Zusammensetzung der altgriechischen Begriffe σχῐ́ζω und σφαίρα. σχῐ́ζω (skhízō) ist die 1. Person Singular Präsens des Verbs σχῐ́ζειν mit der Bedeutung spalten, trennen, auseinanderbrechen. Das Substantiv σφαίρα (sphaîra) hat die Bedeutung Ball, Kugel, aber auch Kreis, Reich, Einflussgebiet, Projektil, Geschoss, und bezieht sich hier auf die Erdkugel.

## Definition
Die Schizosphäre ist die äußerste Hülle der festen oberen Erdkruste und überlagert die Plastosphäre. Im Gegensatz zur Plastosphäre ist sie aufgrund ihres spröden Bruchverhaltens seismisch aktiv. Sie unterscheidet sich somit durch ihre Rheologie fundamental von der unterlagernden duktilen Plastosphäre, in der Kriechprozesse (Englisch creep) vorherrschen.
Dies ist das Zweilagenmodell mit einer oberen spröden Zone, in der Deformation mittels Reibungsgleitung entlang diskreter Störungsflächen stattfindet, und einer unteren duktilen Zone, in der die Deformation durch plastisches Fließen erfolgt. Beide Zonen werden durch einen abrupten spröd-plastischen Übergang voneinander getrennt, der vermutlich durch die untere Grenze der nachweisbaren Seismizität angezeigt wird. Experimentelle Untersuchungen wie auch die Deformationsgefüge in Myloniten zeigen hingegen, dass keine scharfe Grenze, sondern ein breites Übergangsfeld mit semi-sprödem Verhalten zwischen diesen beiden Extremen liegt.

## Erstbenennung und Historisches
Der Begriff Schizosphäre wurde erstmals im Jahr 2002 von Christopher H. Scholz mittels seines Lehrbuchs The mechanics of earthquakes and faulting in die geophysikalische Fachliteratur eingeführt. Als Vorläufer des Begriffs Schizosphäre hatte er aber bereits 1988 eine obere spröde Zone von einer unteren duktilen Zone abgetrennt.
Das Zweilagenmodell von Christopher Scholz war aber nur eine Neudefinition, die geophysikalischen Grundlagen waren schon wesentlich früher gelegt worden. So hatte beispielsweise Harry Fielding Reid im Jahr 1910 in seinem Bericht über das Erdbeben von San Francisco 1906 erkannt, dass tektonische Spannungszustände episodisch durch Erdbeben in der oberen Erdkruste abgebaut werden, wohingegen in größerer Tiefe verteilte und mittels thermischer Prozesse gesteuerte langsame Kriechprozesse den Spannungsaufbau unterbinden und so einen eventuellen Sprödbruch dort verhindern. In den 30er Jahren erlaubten es dann seismologische Fortschritte genaue Herdtiefenmessungen vorzunehmen. Diese offenbarten dann bei der überwiegenden Anzahl von Beben den recht flachen Ursprung seismischer Wellen. James B. Macelwane resümierte im Jahr 1936, dass diese Tatsache eben auf den fundamentalen rheologischen Unterschied zwischen dem obersten und dem tieferen Bereich der Erdkruste zurückzuführen ist. Weiter konstatierte er, dass die Hypozentren wider Erwarten an der Basis der seismischen Schicht auftreten und dass sie somit eine Tiefe von 10 bis 15 Kilometer einnehmen. Die Einsichten von James Macelwane wurden erst 1980 durch William Francis Brace und David L. Kohlstedt und durch Stephen Homer Kirby verbessert. Durch ihre im Labor gewonnenen Daten konnten sie ein einfaches rheologisches Modell der kontinentalen Lithosphäre erstellen (Brace-Goetze Strength Profiles). Dieses Modell wurde schließlich von Christopher Scholz im Jahr 1988 modifiziert.

## Spannungszustand

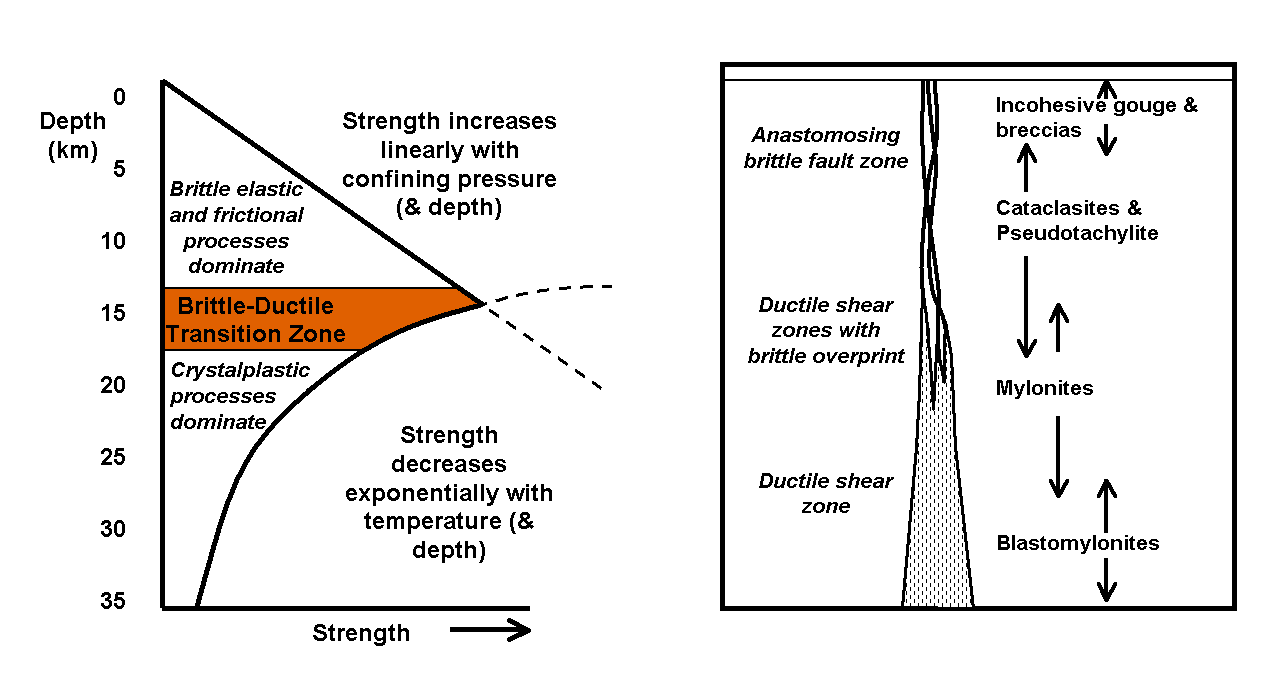
Brace-Goetze-Relation links und Verteilung der angetroffenen Gesteine unterhalb einer Verwerfung

Brace-Goetze-Relation für die gesamte Lithosphäre

Der Spannungszustand in der oberen Erdkruste kann generell durch die Brace-Goetze-Relation (Englisch Brace-Goetze Strength Profiles) beschrieben werden. Hierbei folgt die Schizosphäre dem linearen Byerlee-Gesetz, bei dem die Zunahme der Scherfestigkeit des Gesteins proportional mit der Tiefe erfolgt. 
Mit Beginn der Plastosphäre nimmt die Scherfestigkeit jedoch  exponential mit der Tiefe ab, da sie jetzt dem duktilen Verformungsgesetz von Quarz folgt. Die maximale Scherfestigkeit wird im Schnittpunkt der beiden Kurven erreicht (siehe oberes Diagramm links). 
Der coseismische Belastungsvorgang (Englisch loading) des zyklischen Erdbebenprozesses senkt den Schnittpunkt in die Tiefe ab und die Scherfestigkeit nimmt jetzt ein neues Maximum ein.  Die Ursache hierfür liegt in einer drastisch angestiegenen Verformungsrate (Englisch strain rate) während des Bebens. Dieser Zusammenhang ist in der unteren Abbildung gut zu erkennen – das Maximum der Scherfestigkeit liegt bei geringer Verformungsrate (Mitte) weniger tief als bei hoher Verformungsrate (rechts).
Mit Ausklingen des Erdbebens tragen dann postseismische Kriechvorgänge dazu bei, dass das ursprüngliche Gleichgewicht allmählich wiederhergestellt wird,  d. h. das exponentiale duktile Verformungsgesetz für Quarz (blaue Kurven) wandert wieder langsam nach oben in höhere Bereiche.
Die untere Abbildung schließt den Bereich unterhalb der Moho mit ein, der bereits durch die Rheologie von Olivin (grüne Kurven) gekennzeichnet wird. Dies ist das als Sägeblatt bekannt gewordene Profil, in dem die Differentialspannung σd gegen die Tiefe z abgetragen ist.

## Untergrenze
Im Verlauf eines großen Erdbebens wird die Schizosphäre ausgehend vom Hypozentrum des Bebens von einem coseismischen Bruch bzw. Verwerfung durchzogen. Eine Ausbreitung in die unterlagernde Plastosphäre findet nicht statt, in den meisten Fällen wird aber die Erdoberfläche mit bedeutender Verzögerung erreicht. 
Die Grenze zwischen den beiden Sphären ist wie in der Definition schon angedeutet nicht starr, sondern wird durch das jeweilige Beben festgelegt. Der Grund hierfür ist ein Übergangsbereich zwischen den beiden Sphären (Englisch brittle-ductile transition zone, abgekürzt BDT), in dem beide Rheologien auftreten. Die Untergrenze liegt generell jedoch tiefer als der über lange Zeiträume hinweg ermittelte Übergang vom spröden zum viskosen Verhalten. 
Dieser Übergang, dessen Tiefe bei etwa 11 Kilometer einsetzt, wird gewöhnlich mit dem Beginn des langsamen Verformens durch Dislokationskriechen in Quarz gleichgesetzt und dürfte somit einer Temperatur von rund 300 °C entsprechen. Dies ist gleichbedeutend mit dem Beginn der niedriggradigen Metamorphose (Englisch low-grade metamorphism). 
Im Süden Kaliforniens liegt der Übergangsbereich Spröd-Duktil zwischen 10 und 20 Kilometer Tiefe und in der Mehrzahl der Fälle nicht tiefer als 14 Kilometer. In Orogenen wie beispielsweise den Helleniden befindet sich die BDT bei 20 bis 22 Kilometer, steigt aber nach Ostnordosten in Richtung Backarc-Becken (im Bereich der nordöstlichen Ägäis) wieder bis auf 10 Kilometer an – was sich durch Krustenverdünnung und erhöhten Wärmefluss erklärt.

## Auswirkungen auf die Plastosphäre
Von Erdbeben induzierte Spannungsänderungen in der Schizosphäre wirken sich auch auf die oberste Plastosphäre aus. Die so gut wie augenblicklich (Englisch kick) einsetzende Belastung während eines Bebens unter hoher Differentialspannung bewirkt in der Plastosphäre spröde und kristallplastische Verformungen, auf die sodann bei abfallender Spannung Kriechvorgänge folgen. So wird während des Kicks (Belastungsstoß) Quarz in einem tieftemperierten plastischen Regime deformiert und unterliegt während der folgenden Spannungsrelaxation mit anschließender Rückkehr zum Langzeitszustand dem Dislokationskriechen unter abfallender Verformungsrate (Englisch strain rate – der Kriechvorgang ist bei abfallender Verformungsrate definiert). Jede Stufe im Spannungszyklus von Erdbeben hinterlässt ganz charakteristische Mikrostrukturen in den betroffenen Gesteinen.
Diese Zusammenhänge lassen sich auch im Gefüge aufgetauchter metamorpher Gesteine beobachten.

## Charakteristische Strukturen der Schizosphäre

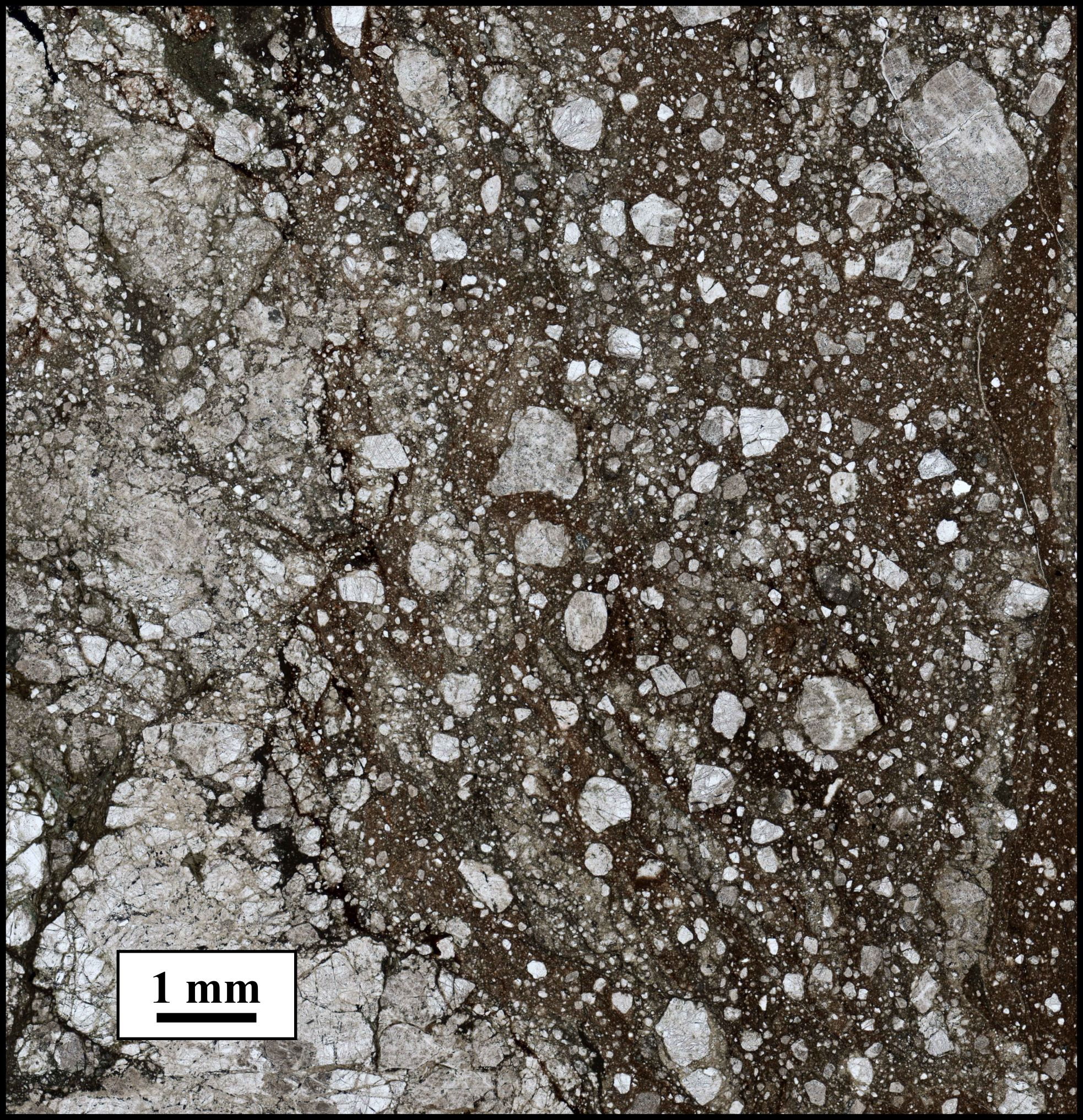
Kataklasit

Charakteristisch für die Schizosphäre sind den Gesteinsverband durchschlagende Diskontinuitäten. Hierzu gehören Klüfte, Brüche, Gänge und Störungen (Abschiebungen, Aufschiebungen bzw. Überschiebungen und Seitenverschiebungen).
Da Gesteine gegenüber Zugspannungen sehr empfindlich reagieren, sind in Oberflächennähe oft sämtliche Arten von Kluftsystemen ausgebildet. Kluftrisse können sich mit bis zu halber Schallgeschwindigkeit ausbreiten. Die bei Erdbeben an Verwerfungen auftretenden Werte erreichen jedoch bis zu dreifache Schallgeschwindigkeit und erlangen somit die Geschwindigkeit von Scherwellen.

## Assoziierte Gesteine
In den verwobenen, anastomisierenden Störungen sind in Oberflächennähe zusammenhaltloser Kakirit, Störungsletten (Englisch fault gouge) und Brekzien anzutreffen. Diese werden ab 3 bis 4 Kilometer Tiefe von Kataklasiten und Pseudotachyliten abgelöst. Letztere reichen bis in den spröd-duktilen Übergang hinein. Mylonite entstehen mit Erreichen des spröd-duktilen Übergangs und gehen bei etwa 28 Kilometer Tiefe in Blastomylonite über.

## Photogalerie

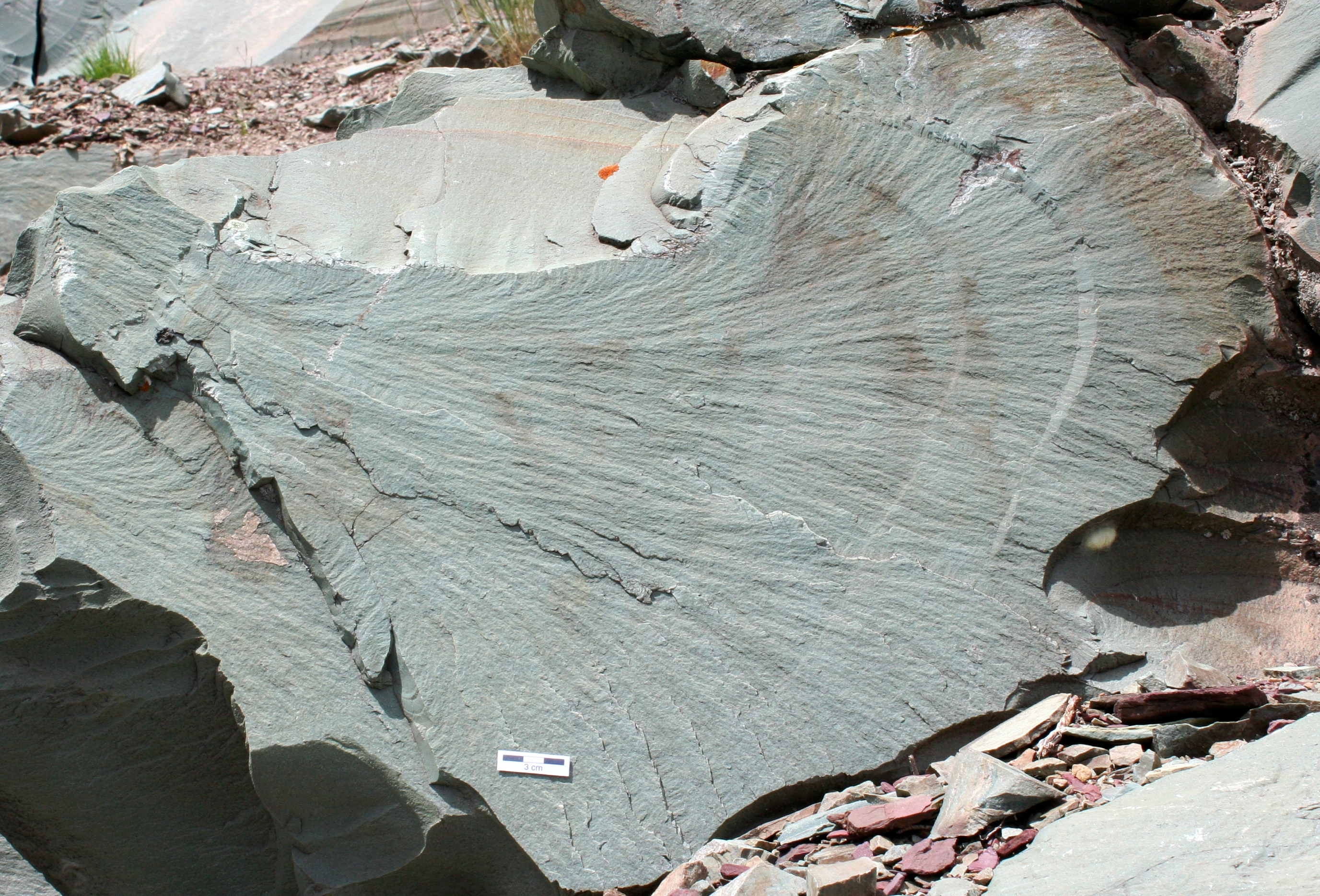
Kluftflächen sind typisch für die Schizosphäre. Die radialplumose Besenstruktur (Englisch plumose fracture) gibt das explosionsartige Ausbreiten der Rissbildung zu erkennen, hier nach rechts. Sie stellt ein ausgezeichnetes Analogon für den Erdbebenvorgang im Allgemeinen dar.
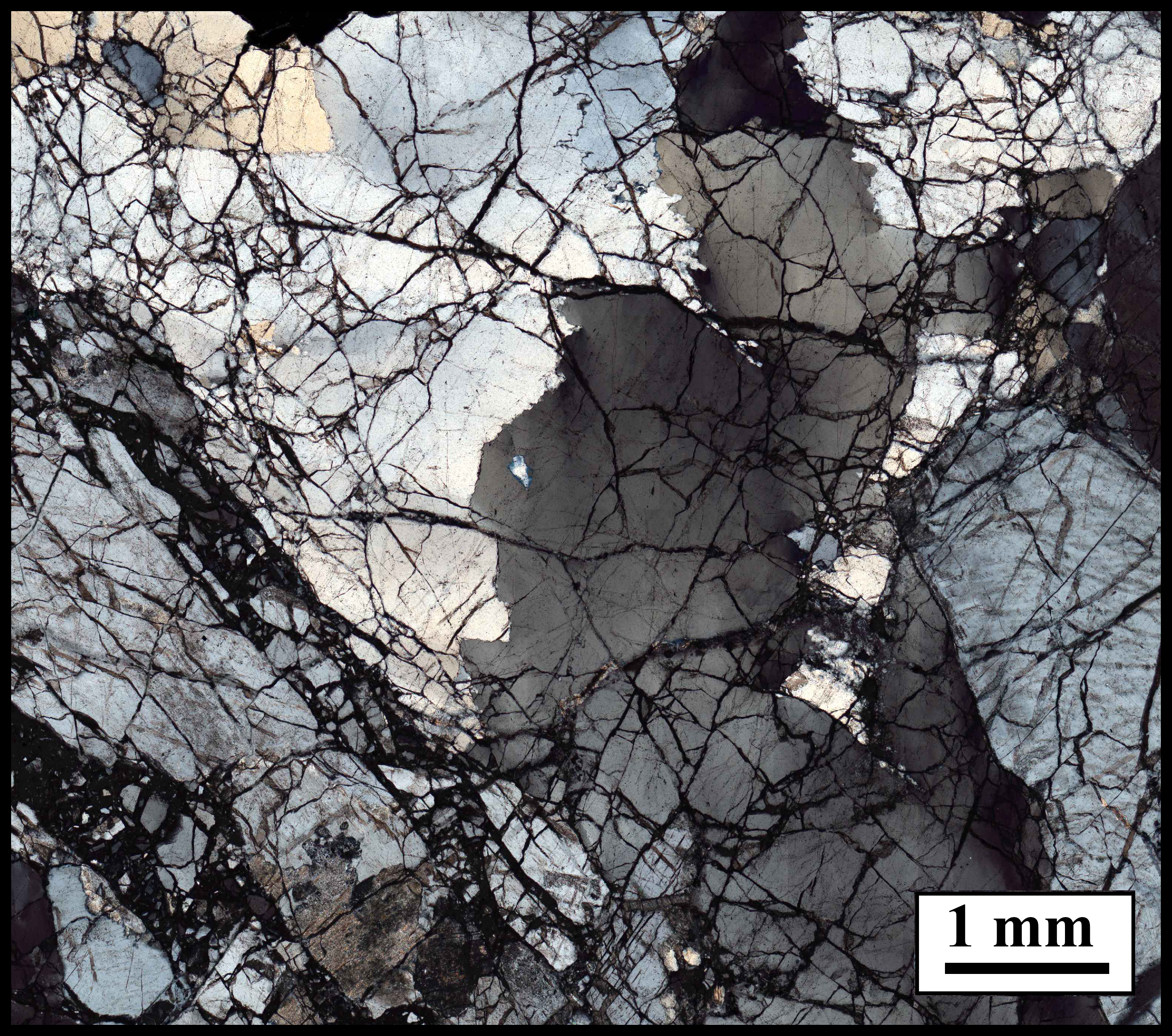
Mikrobrüche in einem Granit aus der San-Andreas-Verwerfung unter gekreuzten Polarisatoren
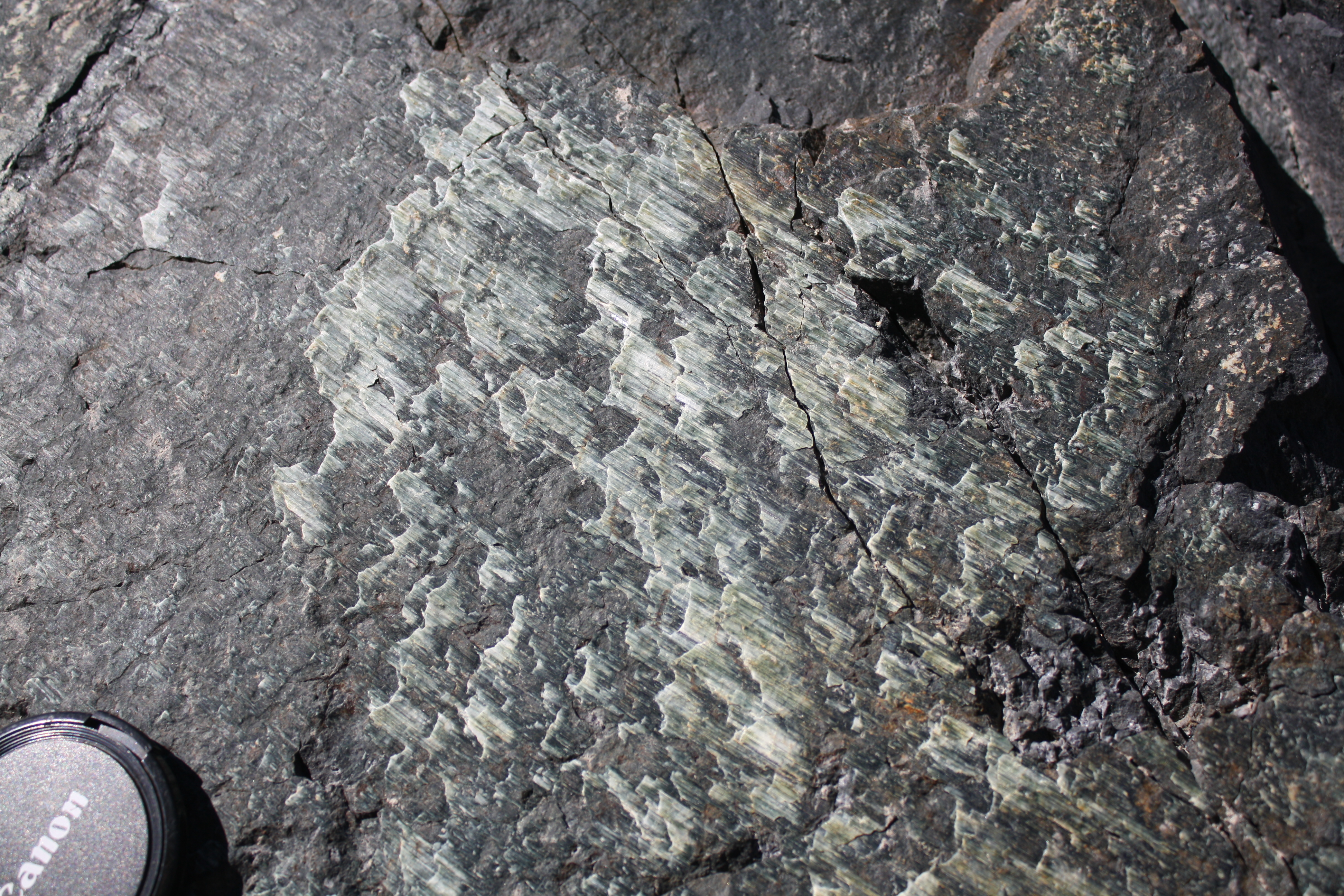
Harnischstriemung aus Calcit und Chlorit auf felsischem Vulkanit, Sierra Nevada
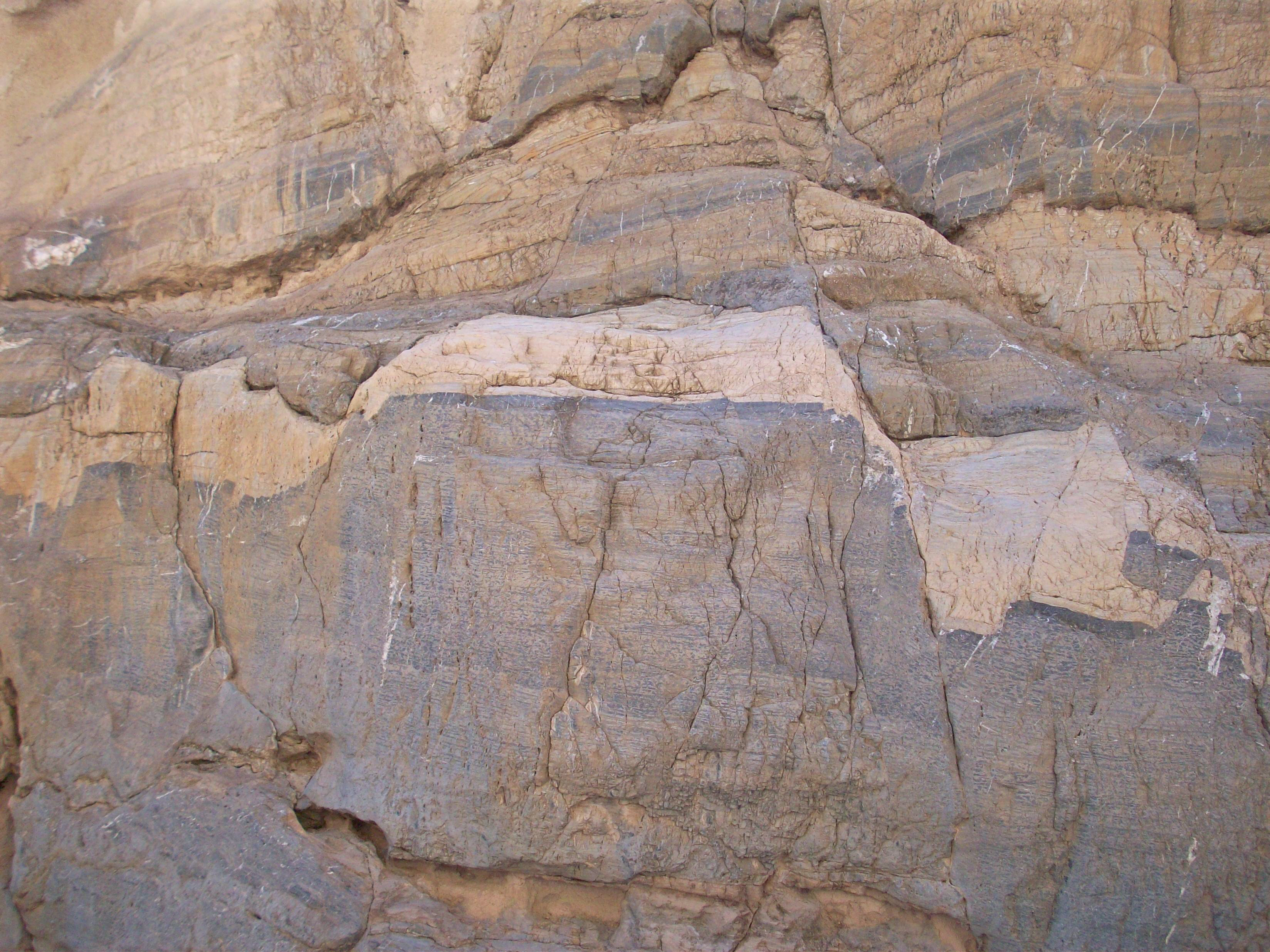
Horst- und Grabenstrukturen im Death Valley
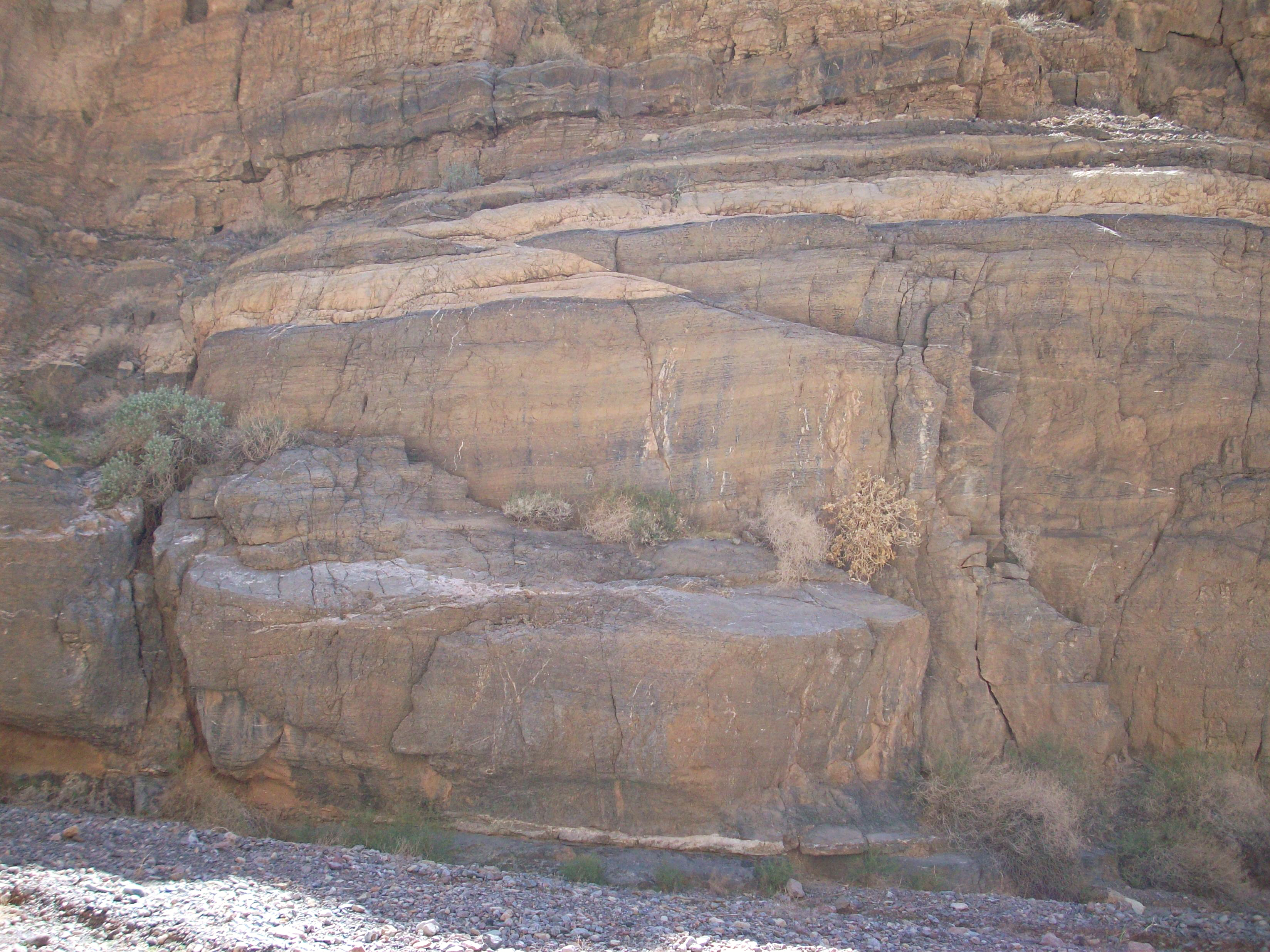
Flache Aufschiebung, Death Valley
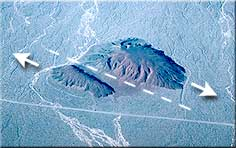
Sitenverschobener vulkanischer Aschenkegel, Death Valley
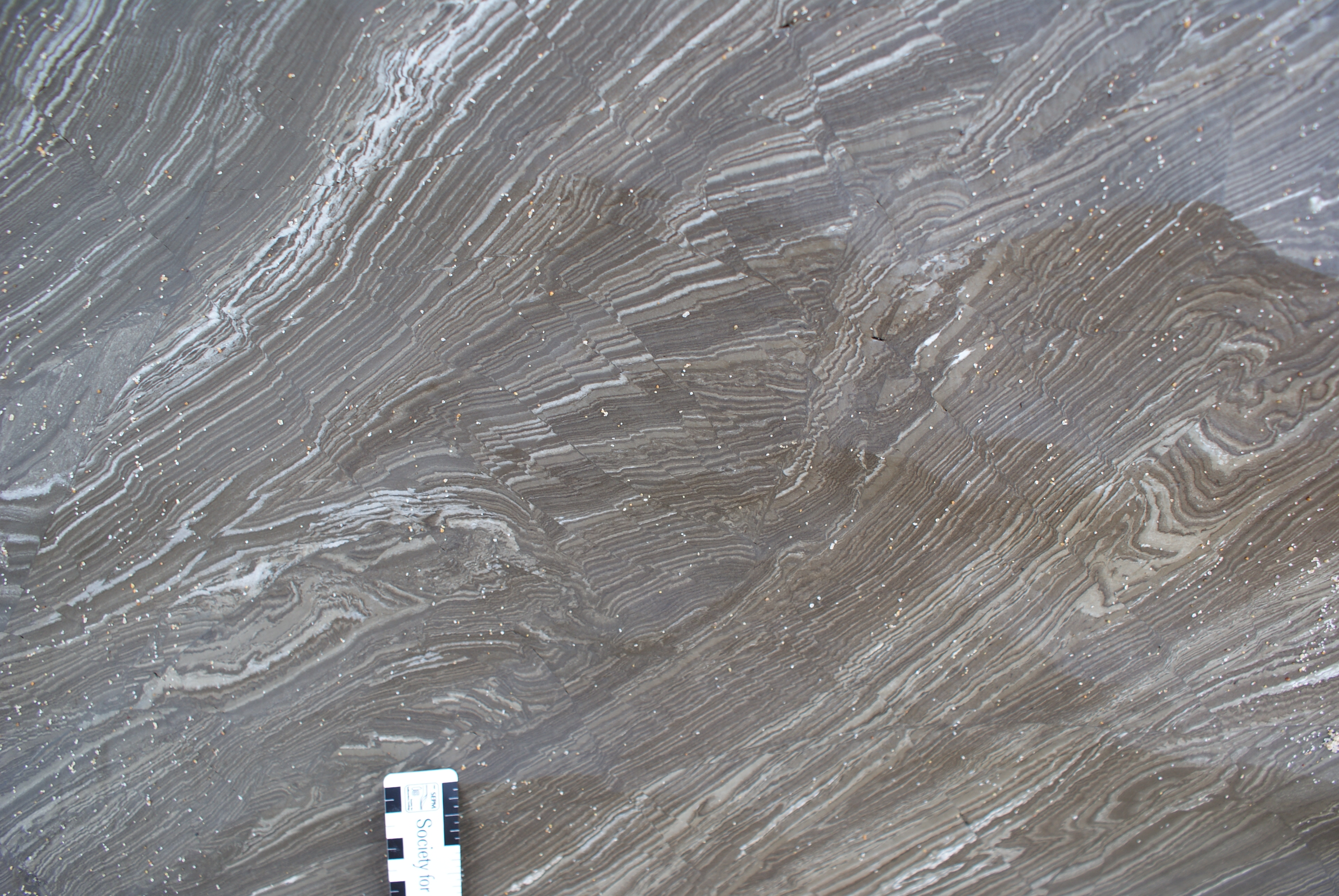
Hintereinandergeschaltete kleine Verwerfungsstaffeln
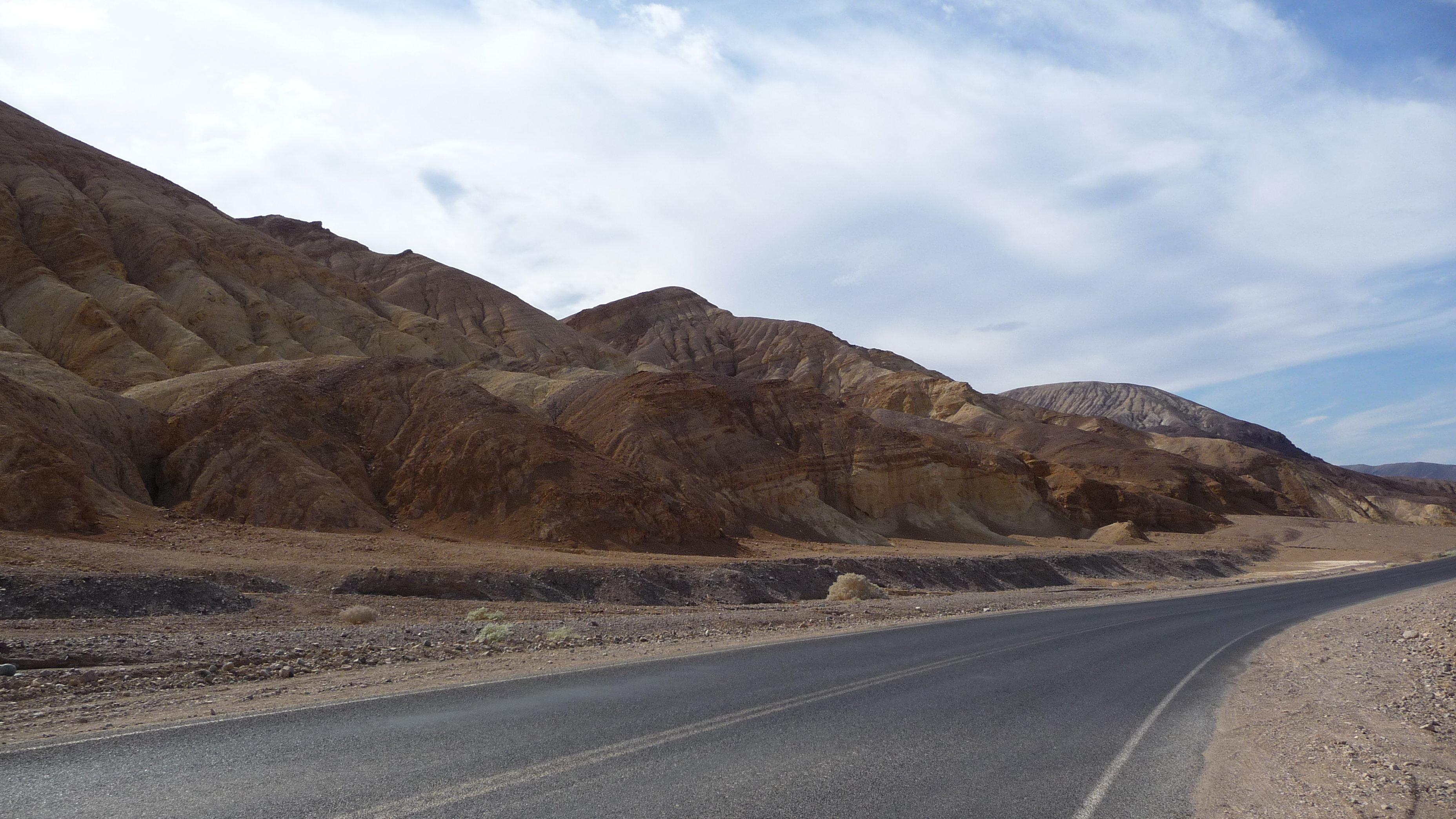
Rezente Verwerfung quert den Badwater Fan, Death Valley
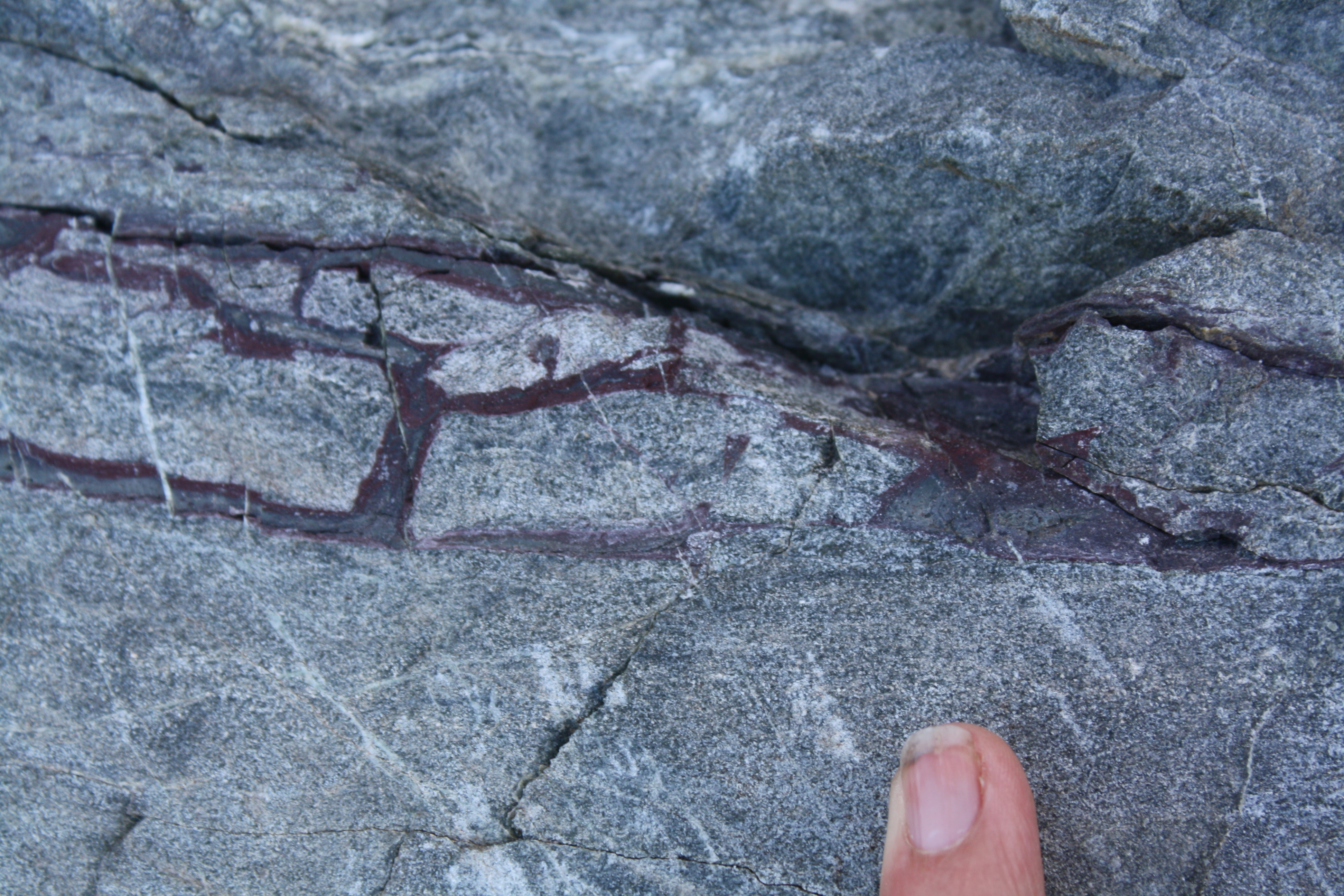
Pseudotachylitadern